# Janina Pszczółkowska
Janina Pszczółkowska (ur. 15 lipca 1954 w Warszawie) – polska urzędnik państwowa, specjalistka ubezpieczeń, w latach 2008–2018 wiceprezes Kasy Rolniczego Ubezpieczenia Społecznego, pełniąca obowiązki prezesa w latach 2011–2012 i 2015–2016.

## Życiorys
W 1989 ukończyła studia z zakresu polityki społecznej na Wydziale Dziennikarstwa i Nauk Politycznych Uniwersytetu Warszawskiego, a w 1998 studia podyplomowe z zakresu ubezpieczeń komercyjnych w Wyższej Szkole Ubezpieczeń i Bankowości w Warszawie. W 2002 zdała egzamin na członka rad nadzorczych spółek Skarbu Państwa.
Od 1975 pracowała w centrali Zakładu Ubezpieczeń Społecznych. Od 1991 do 1994 była wicedyrektorem, a następnie do 2008 dyrektorem Biura Ubezpieczeń Centrali KRUS. 26 czerwca 2008 powołana na stanowisko I wiceprezes KRUS. Dwukrotnie pełniła funkcję prezesa tej instytucji po dymisji dotychczasowego szefa: od 10 listopada 2011 do 5 stycznia 2012 i od 8 grudnia 2015 do 14 stycznia 2016. Odwołana w 2018.